# رودريغو فريتاس
رودريغو فريتاس (بالبرتغالية: Rodrigo Freitas‏) هو لاعب كرة قدم برازيلي، ولد في 17 يونيو 1998 في سالفادور في البرازيل. لعب مع نادي بورتيمونينسي.

## وصلات خارجية
- رودريغو فريتاس على موقع قاعدة بيانات كرة القدم.إي يو (الإنجليزية)
- رودريغو فريتاس على موقع Soccerway.com (الإنجليزية)